# 巴斯比特尔
巴斯比特尔是德国石勒苏益格－荷尔斯泰因州的一个市镇。总面积24.68平方公里，总人口12434人，其中男性6126人，女性6308人（2011年12月31日），人口密度504人/平方公里。